# Großer Krisenstab
Der Große Krisenstab (GKS, auch Große Lage) und die Kleine Lage waren zwei von der Bundesregierung am 6. September 1977 unmittelbar nach der Entführung von Hanns-Martin Schleyer durch die Rote Armee Fraktion (RAF) eingerichtete Krisenstäbe. Die Einrichtung war eine Folge des eskalierenden Terrors der RAF während des Deutschen Herbsts, dessen Auswirkungen als Notstandssituation interpretiert wurden. Auch bei anderen Notsituationen kann von der Bundesregierung ein Krisenstab einberufen werden, der von der Presse mitunter als „Großer Krisenstab“ bezeichnet wird. Dieser Artikel behandelt die allgemein unter diesem Namen bekannten Krisenstäbe aus dem Jahr 1977, die einmalig in der Geschichte der Bundesrepublik Deutschland das Handeln von Bundes- und Landesregierungen, den Strafverfolgungsbehörden und den Bundestagsfraktionen koordinierten. Verschiedene Autoren haben die damalige Situation als nicht-erklärten Ausnahmezustand bewertet.

## Krisenstäbe

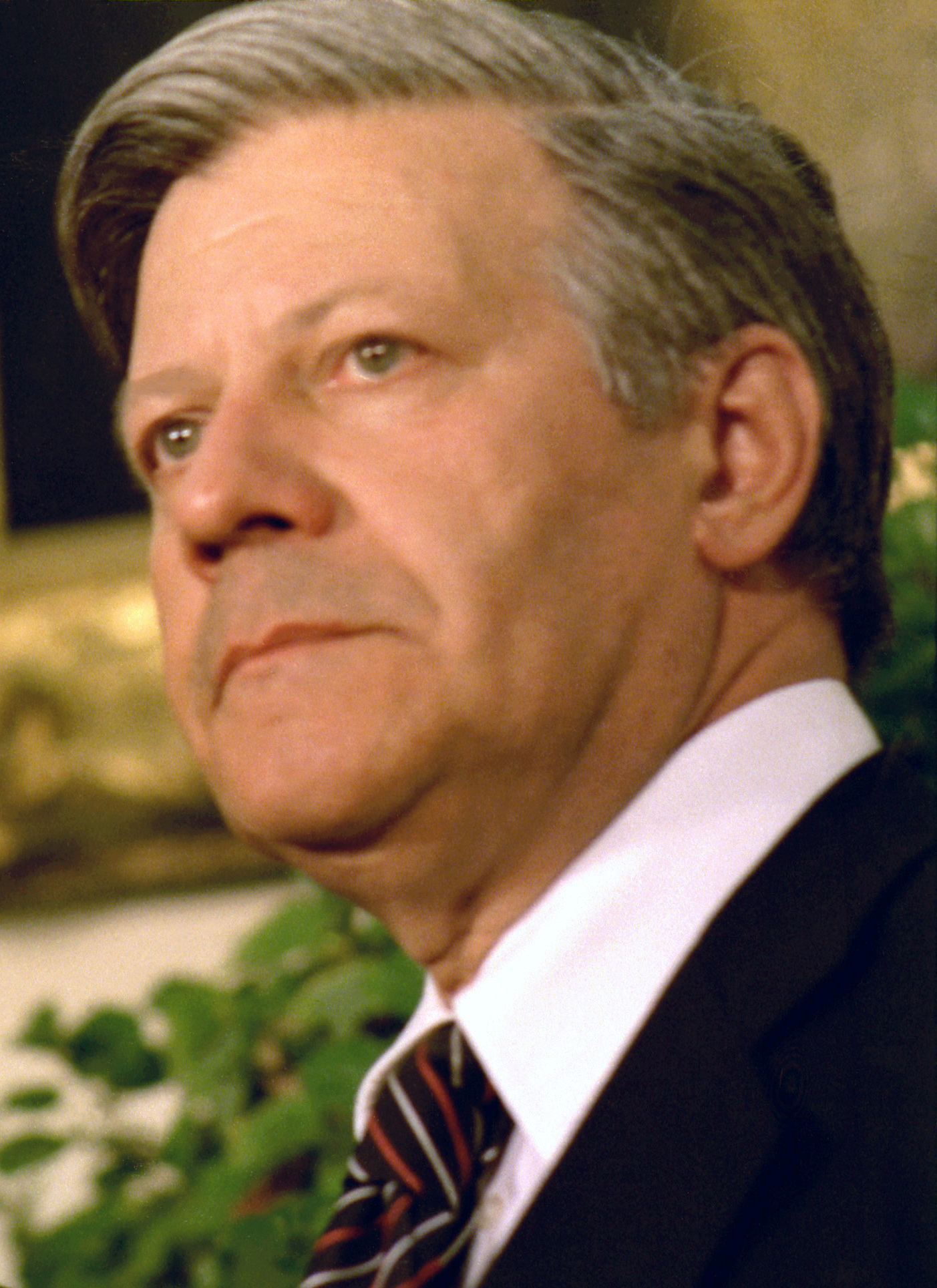
Bundeskanzler Helmut Schmidt (1977)

### Kleine Lage
Die „Kleine Lage“ (von den Medien „Kleiner Krisenstab“ genannt) tagte mehrmals täglich mit Bundeskanzler Helmut Schmidt und seinen Beratern Bundesinnenminister Werner Maihofer, Justizminister Hans-Jochen Vogel, Außenminister Hans-Dietrich Genscher (teilweise vertreten durch Bundeswirtschaftsminister Otto Graf Lambsdorff), Staatsminister Hans-Jürgen Wischnewski, Kanzleramtsleiter Manfred Schüler, Regierungssprecher Klaus Bölling, BKA-Präsident Horst Herold und Generalbundesanwalt Kurt Rebmann.

### Großer Krisenstab
Dem „Großen Krisenstab“ (zunächst „Großer Politischer Beratungskreis“ genannt), der ein- bis zweimal pro Woche (anfangs öfter) tagte, gehörten neben den Mitgliedern der „Kleinen Lage“ an: Willy Brandt, Helmut Kohl, Franz Josef Strauß, Herbert Wehner, Wolfgang Mischnick, Friedrich Zimmermann, und die vier Ministerpräsidenten der Länder, in deren Gewahrsam sich RAF-Häftlinge befanden: Hans Filbinger (Baden-Württemberg), Alfons Goppel (Bayern), Heinz Kühn (Nordrhein-Westfalen), Hans-Ulrich Klose (Hamburg). An einigen Sitzungen war auch Joachim Zahn, Vorsitzender der Daimler-Benz AG, beteiligt.

## Arbeitsweise
Die beiden Krisenstäbe sind weder im Grundgesetz vorgesehen noch bestand eine rechtliche Grundlage. Der Krisenstab hatte daher auch im juristischen Sinne keine Entscheidungskompetenz. Er konnte lediglich über die in ihm vertretenen Ministerien und Behörden handeln. Gesetzgebungsverfahren mussten – auch bei Konsens im Krisenstab – den (grund-)gesetzlichen Weg nehmen.
Die Wirkung der Krisenstäbe lag daher vor allem in einer Verkürzung der Entscheidungsdauer durch eine intensive Abstimmung aller beteiligten Parteien.

## Resultierende Situation und Beschlüsse

### Umfassende Fahndung
Es wurde eine umfassende Fahndung eingeleitet. So wurden an wichtigen Autobahnkreuzen Datenfunkstationen aufgestellt, über die alle vorbeifahrenden Kraftfahrer im Alter zwischen ca. 20 und 35 über Inpol abgefragt wurden. Das BKA forderte  Vertragsdurchschläge von allen in der Bundesrepublik Deutschland gekauften Personenkraftwagen an. In Köln wurde damit begonnen, alle Stromkunden auf ihre polizeiliche Meldung hin zu überprüfen.

### Kontaktsperre

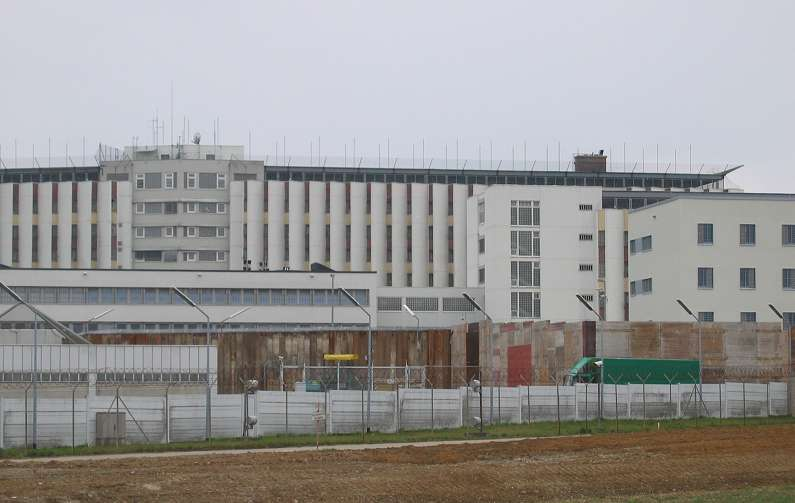
Justizvollzugsanstalt Stuttgart

Seit dem 6. September 1977, kurz nach Beginn der Entführung, galt mit Berufung auf den rechtfertigenden Notstand des § 34 des Strafgesetzbuches (StGB) eine Kontaktsperre für inhaftierte Terroristen der Rote Armee Fraktion. Die Kontaktsperre wurde sofort vollzogen, das Kontaktsperregesetz passierte erst Tage später den Bundestag und wurde am 1. Oktober 1977 vom Bundespräsidenten gegengezeichnet. Das Gesetz trat am folgenden Tag in Kraft. Das Kontaktsperregesetz war das bis zu diesem Tage am schnellsten verabschiedete Gesetz in der Geschichte der Bundesrepublik (3 Tage). Am 23. September billigte der 3. Senat des BGH die vorher vorgenommene Kontaktsperre. Das Bundesverfassungsgericht erklärte am 4. Oktober das Kontaktsperregesetz für verfassungsgemäß.

### Nachrichtensperre
Durch den GKS wurde eine Nachrichtensperre „verhängt“, was den Medien am 8. September 1977 mitgeteilt wurde. Die Zeitungen und Rundfunkanstalten hielten sich freiwillig an diese Sperre und druckten auch keine Nachrichten, die ihnen direkt von Entführern zugesandt wurden. Die Auslandspresse kritisierte diese Entscheidung und berichtete weiter über den laufenden Stand der Entführung.

### Strafprozessordnung
Des Weiteren wurde die Strafprozessordnung geändert, so dass ein Angeklagter in einem Strafverfahren höchstens drei Rechtsanwälte benennen darf. Andreas Baader und andere Angeklagte der RAF bzw. deren Splittergruppen hatten sich zuvor von bis zu 15 Wahlverteidigern gleichzeitig vertreten lassen. Beide Gesetze wurden bereits im Oktober 1977 auf die inhaftierten RAF-Terroristen angewandt.